# Alberto Taboada
José Alberto Taboada – piłkarz urugwajski, napastnik.
Jako piłkarz klubu Montevideo Wanderers wziął udział w turnieju Copa América 1935, gdzie Urugwaj zdobył mistrzostwo Ameryki Południowej. Taboada zagrał w dwóch meczach - z Peru (zastąpił w drugiej połowie Juana Píriza) i Argentyną (zdobył bramkę).
Od 13 stycznia 1935 roku do 20 września 1936 roku Taboada rozegrał w reprezentacji Urugwaju 6 meczów i zdobył 1 bramkę.